# 영웅의 생애
《영웅의 생애 작품번호 40》(독일어: Ein Heldenleben)는 리하르트  슈트라우스가 1898년에 작곡한 교향시이다.

## 구성
내림마장조, Lebhaft bewegt(쾌활한 움직임으로)
소나타 형식을 기본으로 하여 작곡되었으나 형식적으로는 상당히 자유로운 형태를 취하고 있다.곡은 단일악장으로 구성되었으나 각각 표제가 붙여저 통상 6부분으로 나누어진다. 통상 아래와 같이 나뉘어 있으나 점수상에는 분류 및 부제는 기재되어 있지 않다. 그 때문에 발매된 연주 CD의 트랙 분류 방법이나 부제의 표기 등도 통일되어 있지 않다. 연주시간은 약 45분.
1. Der Held (영웅)
2. Des Helden Widersacher  (영웅의 적)
3. Des Helden Gefährtin (영웅의 반려자)
4. Des Helden Walstatt (영웅의 전장)
5. Des Helden Friedenswerke (영웅의 업적)
6. Des Helden Weltflucht und Vollendung der Wissenschaft  (영웅의 은퇴와 완성)

## 악기 편성
- 목관악기: 피콜로, 플루트3, 오보에3, 잉글리시 호른(제4오보에도 겸함), 내림 마조 클라리넷, 클라리넷2, 베이스 클라리넷, 바순3, 콘트라바순
- 금관악기: 호른8(바, 마, 내림 마), 트럼펫5(내림 나3, 내림 마2; 제3트럼펫은 무대 뒤에 잠시 있음), 트롬본4, 유포니움, 튜바
- 타악기: 팀파니, 큰북, 작은북2, 심벌즈, 테너 드럼, 탐탐, 트라이앵글
- 현악기: 하프2, 현악 5부(많은 바이올린 독주 포함)